# Leiocolea kaurinii
Leiocolea kaurinii là một loài rêu tản trong họ Jungermanniaceae. Loài này được (Limpr.) Jörg. miêu tả khoa học lần đầu tiên năm 1934.